# کمبریج‌شر
کمبریج‌شر (به انگلیسی: Cambridgeshire) یکی از شهرستان کشور انگلستان است که در ناحیه شرق انگلستان قرار دارد.
این شهرستان ۸۰۶٬۷۰۰ نفر جمعیت دارد و مرکز آن شهر کمبریج است،

## بخش‌ها
1. کمبریج
2. کمبریج‌شر جنوبی
3. هانتینگدون‌شایر
4. فنلاند
5. کمبریج‌شر شرقی
6. پیتربورو

## افراد مشهور
- الیور کرامول
- جان مینارد کینز
- هارولد کروتو
- جان کلر
- داگلاس آدامز
- ریچارد اتنبرا
- وارویک دیویس
- دیوید گیلمور
- سید برت
- متیو بلامی